# کریستوف گالتیه
کریستوف گالتیه (به فرانسوی: Christophe Galtier) (زادهٔ ۲۶ اوت ۱۹۶۶)، بازیکن پیشین فوتبال و سرمربی کنونی فوتبال اهل فرانسه است.
گالتیه در ۱۵ سال دوران بازی برای تیم‌های متعددی از جمله مارسی به میدان رفت؛ او هم‌چنین برای شش تیم دیگر از جمله چهار تیم فرانسوی و تیم‌هایی از ایتالیا و چین به میدان رفت.
او سه بار به عنوان بهترین سرمربی فصل لیگ فرانسه از سوی اتحادیهٔ بازیکنان حرفه‌ای فرانسه انتخاب شده است؛ یک بار در سال ۲۰۱۳ و به‌طور مشترک با کارلو آنچلوتی، یک بار در سال ۲۰۱۹ و پس از نایب قهرمانی با تیم لیل در لیگ ۱ فرانسه و بار سوم در سال ۲۰۲۱ و پس از آن که موفق شد تیم لیل را به مقام قهرمانی لیگ ۱ فرانسه برساند؛ این چهارمین قهرمانی تاریخ باشگاه لیل در لیگ فرانسه بود.

## افتخارات

### بازیکن
مارسی
- جام حذفی فوتبال فرانسه، نایب قهرمان: ۸۷–۱۹۸۶[۳]

### سرمربی
سن-اتین
- جام اتحادیه باشگاه‌های فرانسه: ۱۳–۲۰۱۲

لیل
- لیگ ۱: ۲۱–۲۰۲۰[۴]

پاری سن ژرمن
- سوپر جام فوتبال فرانسه: ۲۰۲۲ لیگ ۱ ۲۰۲۲–۲۳[۵]￼

### فردی
- بهترین سرمربی فصل لیگ فرانسه: ۱۳–۲۰۱۲ (به‌طور مشترک با کارلو آنچلوتی)، ۱۹–۲۰۱۸، ۲۱–۲۰۲۰[۴]